# Timothée Houssin
Pour les articles homonymes, voir Houssin.
Timothée Houssin, né le 29 juillet 1988 à Lille (Nord), est un homme politique français.
Membre du Rassemblement national, il est élu député dans la 5e circonscription de l'Eure lors des élections législatives de 2022. Il siège au sein du groupe RN et est membre de la commission des Lois de l'Assemblée nationale.
Il est également conseiller régional de Normandie depuis 2016, réélu en 2021.
Il a été conseiller municipal de Louviers de 2020 à 2022, et auparavant conseiller municipal de Barentin de 2014 à 2020.

## Biographie
Timothée Houssin naît le 29 juillet 1988 à Lille au sein d'une famille engagée à droite, notamment au RPR et au MPF. Il milite au Front national dès l'âge de 18 ans. Il s'installe en Normandie pour intégrer une école de commerce à Rouen et s'engage aux côtés de Nicolas Bay pour la campagne des régionales en 2010. Tête de liste aux municipales de 2014 à Barentin en Seine-Maritime, il obtient son premier mandat de conseiller municipal.
En 2015, Timothée Houssin prend la tête de la fédération FN de l'Eure et devient conseiller régional de Normandie en étant la tête de liste du département eurois. Il mène la campagne des législatives de 2017 du FN devenu RN en étant candidat dans la troisième circonscription de l'Eure. Ne recueillant que 40,71 % des voix au second tour face à Marie Tamarelle-Verhaeghe, candidate du MoDem, il n'est pas élu.
En 2020, il est tête de liste aux municipales à Louviers où il est élu conseiller municipal d'opposition. L'année suivante, il est réélu conseiller régional de Normandie demeurant tête de liste départementale dans l'Eure. Le 2 février 2022, il démissionne de son mandat municipal à Louviers, son emploi d'assistant parlementaire d'Annika Bruna au Parlement européen ne lui permettant plus d'assister régulièrement aux conseils municipaux.
Le 19 juin 2022, Timothée Houssin, est élu député dans la cinquième circonscription de l'Eure.
À la suite de l'élection de Jordan Bardella à la présidence du Rassemblement national à l'occasion du 18e congrès du mouvement qui s’est tenu samedi 5 novembre 2022, Timothée Houssin est nommé au conseil national et au bureau national.

## Affaire judiciaire
Le texte peut changer fréquemment, n’est peut-être pas à jour et peut manquer de recul. 
Le titre et la description de l'acte concerné reposent sur la qualification juridique retenue lors de la rédaction de l'article et peuvent évoluer en même temps que celle-ci.
Pour avoir été, entre juillet 2014 et fin janvier 2015, l’attaché parlementaire de Nicolas Bay, Timothée Houssin est mis en examen le 20 mars 2018 pour recel d'abus de confiance, dans le cadre de l'affaire des emplois présumés fictifs d’assistants des eurodéputés du Front national, dont le procès est prévu de septembre à novembre 2024. L’Union européenne a évalué son préjudice dans l’affaire des « faux assistants » à sept millions d’euros.
En novembre 2024, le parquet requiert contre Timothée Houssin, 10 mois de prison avec sursis, 10 000 euros d’amende et un an d'inéligibilité avec exécution provisoire,. Lundi 31 mars 2025, le tribunal correctionnel de Paris condamne Timothée Houssin à six mois de prison avec sursis et à un an d'inéligibilité sans exécution provisoire pour recel de détournement de fonds publics,.

## Résultats électoraux

### Élections législatives
| Année | Parti | Parti        | Circonscription         | 1er tour | 1er tour | 1er tour | 2d tour | 2d tour | 2d tour | Issue |
| Année | Parti | Parti        | Circonscription         | Voix     | %        | Rang     | Voix    | %       | Rang    | Issue |
| ----- | ----- | ------------ | ----------------------- | -------- | -------- | -------- | ------- | ------- | ------- | ----- |
| 2012  |       | FN           | 5e de la Seine-Maritime | 8 448    | 15,63    | 3e       |         |         |         | Battu |
| 2017  | RN    | 3e de l'Eure | 9 131                   | 21,47    | 2e       | 14 275   | 40,71   | 2e      | Battu   |       |
| 2022  | RN    | 5e de l'Eure | 12 555                  | 29,23    | 1er      | 19 654   | 50,63   | 1er     | Élu     |       |
| 2024  | RN    | 5e de l'Eure | 26 600                  | 45,26    | 1er      | 29 388   | 51,14   | 1er     | Élu     |       |

### Élections cantonales et départementales
| Année | Nuance | Nuance                 | Canton            | 1er tour | 1er tour | 1er tour | 2d tour | 2d tour | 2d tour | Issue |
| Année | Nuance | Nuance                 | Canton            | Voix     | %        | Rang     | Voix    | %       | Rang    | Issue |
| ----- | ------ | ---------------------- | ----------------- | -------- | -------- | -------- | ------- | ------- | ------- | ----- |
| 2011  |        | FN                     | Canton de Pavilly | 2 077    | 20,92    | 2e       | 3 110   | 30,8    | 2e      | Battu |
| 2015  | FN     | Canton de Pont-Audemer | 2 917             | 28,95    | 3e       | 2 656    | 25,96   | 3e      | Battu   |       |
| 2021  | RN     | Canton de Bernay       | 1 212             | 19,82    | 4e       |          |         |         | Battu   |       |

### Élections municipales
Les résultats ci-dessous concernent uniquement les élections où il est tête de liste.
| Année | Parti | Parti    | Commune  | 1er tour | 1er tour | 1er tour           | 2d tour            | 2d tour            | 2d tour | Sièges (CM) |
| Année | Parti | Parti    | Commune  | Voix     | %        | Rang               | Voix               | %                  | Rang    | Sièges (CM) |
| ----- | ----- | -------- | -------- | -------- | -------- | ------------------ | ------------------ | ------------------ | ------- | ----------- |
| 2014  |       | FN       | Barentin | 713      | 14,09    | 3e                 | 705                | 14,16              | 3e      | 2 / 33      |
| 2020  | RN    | Louviers | 318      | 7,08     | 4e       | Pas de second tour | Pas de second tour | Pas de second tour | 1 / 33  |             |